# William T. Cosgrave
William Thomas Cosgrave (irlandès Liam Tomás Mac Cosgair; 6 de juny, 1880 – 16 de novembre, 1965), conegut com a W.T. Cosgrave, fou un polític irlandès qui succeí Michael Collins com a cap del Govern Provisional Irlandès d'agost a desembre del 1922. també fou president del Consell Executiu de l'Estat Lliure d'Irlanda del 1922 al 1932.
Anteriorment havia lluitat en la companyia d'Éamonn Ceannt durant l'aixecament de Pasqua del 1916. Fou condemnat a mort, però li commutaren per cadena perpètua. El 1917 fou elegit diputat pel Sinn Féin i es convertí en estret col·laborador de Michael Collins.
Les càrregues fiscals que establí amb vista a un redreçament econòmic i la repressió contra els republicans que va fer durant el seu mandat el feren impopular, però conservà el control parlamentari fins que el grup Fianna Fáil (escissió del Sinn Féin) guanyà les eleccions del 1932. Passà aleshores a l'oposició com a cap del seu partit Fine Gael, fundat per ell amb Eoin O'Duffy el 1933.